# Rio Cana Brava (vattendrag)
Rio Cana Brava är ett vattendrag i Brasilien.   Det ligger i delstaten Tocantins, i den centrala delen av landet, 1 000 km norr om huvudstaden Brasília.
Omgivningarna runt Rio Cana Brava är huvudsakligen savann. Runt Rio Cana Brava är det mycket glesbefolkat, med 3 invånare per kvadratkilometer.